# Roústika
Roústika är en ort i Grekland.   Den ligger i prefekturen Nomós Rethýmnis och regionen Kreta, i den sydöstra delen av landet, 300 km söder om huvudstaden Aten. Roústika ligger 284 meter över havet och antalet invånare är 365.
Terrängen runt Roústika är huvudsakligen kuperad, men åt sydväst är den bergig. Terrängen runt Roústika sluttar norrut. Runt Roústika är det ganska glesbefolkat, med 24 invånare per kvadratkilometer. Närmaste större samhälle är Rethymnon, 12,8 km nordost om Roústika. Trakten runt Roústika består till största delen av jordbruksmark.